# Fred S. Oldenburg
Fred S. Oldenburg (* 12. November 1937 in Berlin-Charlottenburg; † 15. Juli 2016 in Köln) war ein deutscher Politologe, Osteuropahistoriker und Ökonom. Er gilt als  Spezialist für die Außen- und Deutschlandpolitik der Bundesrepublik, den SED-Staat sowie die Ideologie des Marxismus-Leninismus und die Phase des Kalten Kriegs. Er war Zeitzeuge des Mauerbaus in Ost-Berlin am 13. August 1961.

## Werdegang
Fred S. Oldenburg wurde 1937 in Berlin-Charlottenburg geboren.
Er erlebte die Anfangsphase der sowjetischen Besatzung in Falkensee bei Berlin. Er war Zeuge der Aufbaujahre der DDR und des Volksaufstandes vom 17. Juni 1953.
Er absolvierte von 1955 bis 1957 den Wehrdienst bei der Kasernierten Volkspolizei (KVP) und Nationalen Volksarmee (NVA) in Prenzlau und Angermünde.
Im Anschluss studierte Oldenburg von 1957 bis 1959 in Ost-Berlin an der später nach Bruno Leuschner benannten Hochschule für Ökonomie (HfÖ).
1959 flüchtete er nach West-Berlin. Dort holte er das Abitur nach und studierte in West-Berlin und London Volkswirtschaft und Politische Wissenschaften. Er sprach fließend Russisch.
Nach dem Studium war er Dozent bei der Friedrich-Ebert-Stiftung und wissenschaftlicher Referent am Bundesinstitut für ostwissenschaftliche und internationale Studien in Köln. Er war dort von Juli 1960 bis zur Auflösung des Instituts im September 2001 tätig. Während seiner langen Tätigkeit prägte er die DDR-Forschung der Bundesrepublik.
Zeitgleich war er von 1959 bis 1968 als freier Mitarbeiter des West-Berliner Hörfunksenders RIAS tätig.
Nach dem Studium war er Dozent bei der Friedrich-Ebert-Stiftung und wissenschaftlicher Referent am Bundesinstitut für ostwissenschaftliche und internationale Studien in Köln. Er war dort von Juli 1960 bis zur Auflösung des Instituts im September 2001 tätig. Während seiner langen Tätigkeit prägte er die DDR-Forschung der Bundesrepublik.
Im Bundesinstitut befasste er sich wissenschaftlich mit der „deutschen Frage“. Seine Fachgebiete waren die Außen- und Deutschlandpolitik der Bundesrepublik, die SED-Herrschaft sowie die Ideologie des Marxismus-Leninismus und der Kalte Krieg.
Zu diesen Themen hat er als Referent an  Veranstaltungen in der Erwachsenenbildung und an Schulen teilgenommen.
Seit 2002 war er Lehrbeauftragter an der Universität zu Köln.
Er arbeitete an einer Veröffentlichung, die die Position der UdSSR im Jahr 1953 mit der Position von 1989 vergleicht. Oldenburg starb 2016 und wurde auf dem Kölner Südfriedhof beigesetzt.

## Publikationen (Auswahl)
- mit Hermann Weber: 25 Jahre SED. Chronik einer Partei., Köln 1971,
- Sowjetische Europa-Politik und die Lösung der deutschen Frage, in Osteuropa., Stuttgart, Jg. 41, 1991, Nr. 8, S. 751–773.
- Moskau und die Wiedervereinigung Deutschlands., Köln 1991, Berichte des Bundesinstituts für ostwissenschaftliche und internationale Studien, Nr. 38, 1991
- Deutsche Einheit und Öffnung der NATO., Köln 1996, Berichte des Bundesinstituts für ostwissenschaftliche und internationale Studien, Nr. 52, 1996
- Sowjetische Außenpolitik 1985–1991., Köln 1997, Berichte des Bundesinstituts für ostwissenschaftliche und internationale Studien, Nr. 53, 1997
- Die Erneuerung der sowjetischen Deutschlandpolitik in der Phase der Wiedervereinigung., Köln 1998, Berichte des Bundesinstituts für ostwissenschaftliche und internationale Studien, Nr. 22, 1998